# Умурзаков, Уктам Пардаевич
Уктам Пардаевич Умурзаков (узб. O’ktam Pardayevich Umurzakov; 20 августа 1952 — 26 июля 2021, Москва) — узбекский научный и государственный деятель Узбекистана, доктор экономических наук, кандидат технических наук. Профессор. Председатель Республиканского совета высшего образования — с 10 октября 2019 года по 26 июля 2021 года. Ректор Ташкентского института инженеров ирригации и механизации сельского хозяйства — с 26 мая 2017 года по 26 июля 2021 года. Депутат кенгаша народных депутатов города Ташкента с 22 декабря 2019 года по 26 июля 2021 года.

## Биография
Родился в Узбекской ССР, городе Ташкенте 20 августа 1952 года. Отец — Умурзаков Парда Умурзакович, первый секретарь Зааминского райкома, второй секретарь Самаркандского обкома.
Уктам Умурзаков получил высшее образование в Ташкентском институте инженеров ирригации и механизации сельского хозяйства. Занимал должности декана, проректора, первого проректора, ректора того же вуза.
С 10 октября 2019 года Председатель Республиканского совета высшего образования.
С декабря 2019 года Депутат кенгаша народных депутатов города Ташкента.
Является отцом Умурзакова Сардора Уктамовича — Руководителя Администрации Президента Республики Узбекистан.
Доктор экономических наук, кандидат технических наук. Профессор.

## Трудовая деятельность
1969—1974 гг. — студент ТИИИМСХ.
1974—1977 гг. — стажёр-преподаватель, младший научный сотрудник кафедры «Ремонт и надежность машин» ТИИИМСХ.
1977—1980 гг. — младший научный сотрудник научно-исследовательской лаборатории ТИИИМСХ.
1980—1990 гг. — ассистент кафедры «Материаловедение и машиностроение», заведующий научно-исследовательской лабораторией ТИИИМСХ.
1990—1992 гг. — декан факультета повышения квалификации ТИИИМСХ.
1992—1996 гг. — проректор Центра подготовки инженеров механизации сельского хозяйства ТИИИМСХ.
1996—1999 гг. — декан факультета «Механизация сельского хозяйства» ТИИИМСХ.
1999—2004 гг. — проректор по научной работе и информационным технологиям ТИИИМСХ.
2004—2011 гг. — первый проректор по учебной работе ТИИМ.
2011—2013 гг. — первый проректор по учебной работе, исполняющий обязанности ректора ТИИМ.
2013—2017 гг. — советник Ректора ТИИМ, профессор кафедры «Экономика водного хозяйства».
2017—2021 гг. — Ректор ТИИИМСХ.
2019—2021 гг. — Председатель Республиканского совета высшего образования Республики Узбекистан.
2019—2021 гг. — Депутат кенгаша народных депутатов города Ташкента.